# 李炳辉烈士祠及烈士故居
李炳辉烈士祠、烈士故居，位于中国广东省肇庆市封开县平凤镇平岗村。李炳辉为平岗村人，1911年参加黄花岗起义而牺牲。1934年，当地民众设立了烈士祠。2003年9月18日，列入封开县文物保护单位。